# Ischalis ophiopa
Ischalis ophiopa là một loài bướm đêm trong họ Geometridae.